# Mahachulalongkornrajavidyalaya-Universität

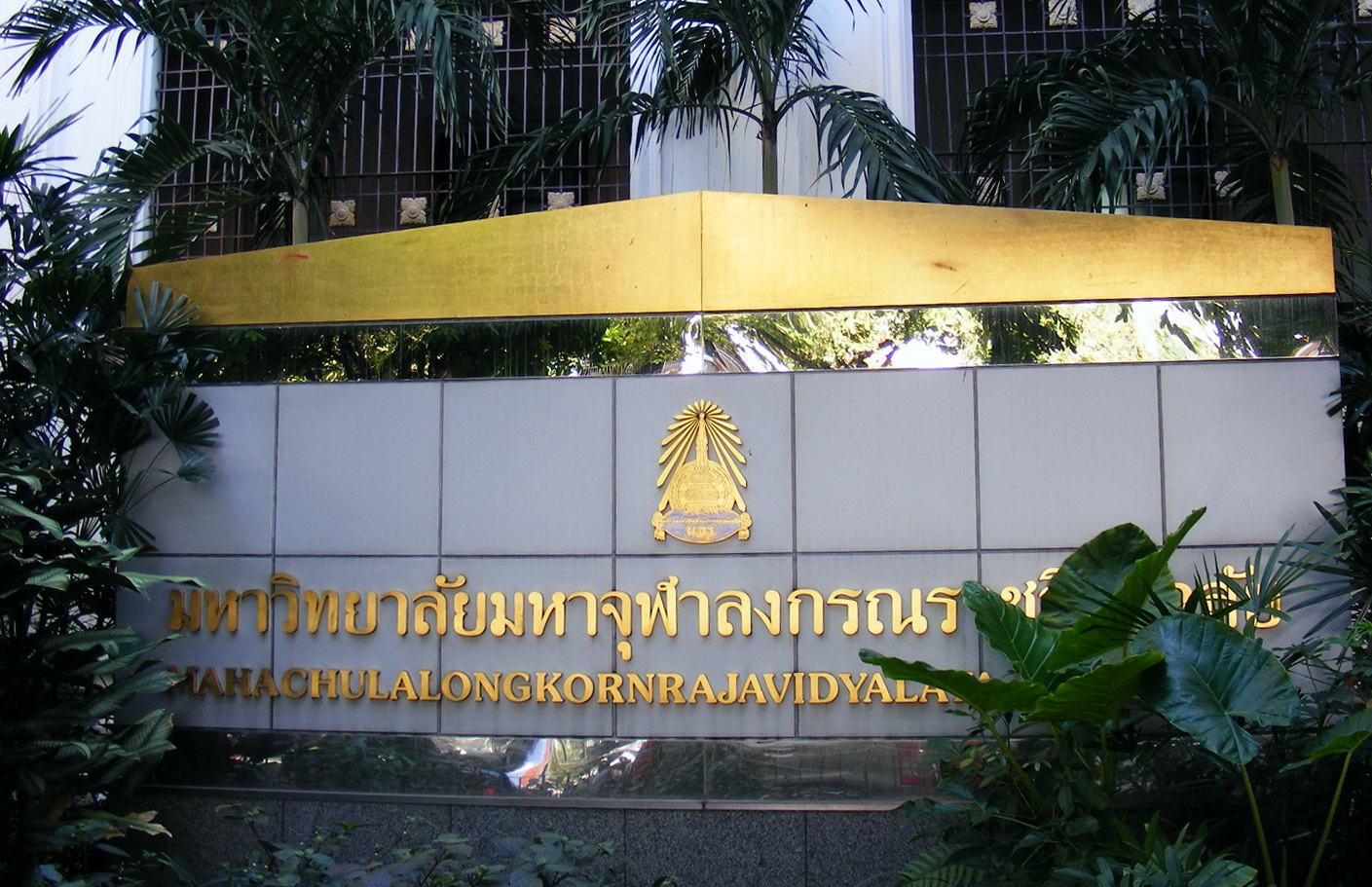
Schild am Eingang zur Universität

Die Mahachulalongkornrajavidyalaya-Universität (Thai มหาจุฬาลงกรณราชวิทยาลัย, RTGS: Maha Chulalongkon Ratchawitthayalai; kurz auch MCU) ist eine buddhistische Universität im Wat Mahathat in Bangkok. Sie ist eine von zwei buddhistischen Universitäten in staatlicher Trägerschaft in Thailand. Die Mahachulalongkornrajavidyalaya-Universität ist dem Mahanikai-Orden in der thailändischen Sangha zugeordnet. Sie verfügt über zahlreiche Außenstellen im ganzen Land.

## Geschichte

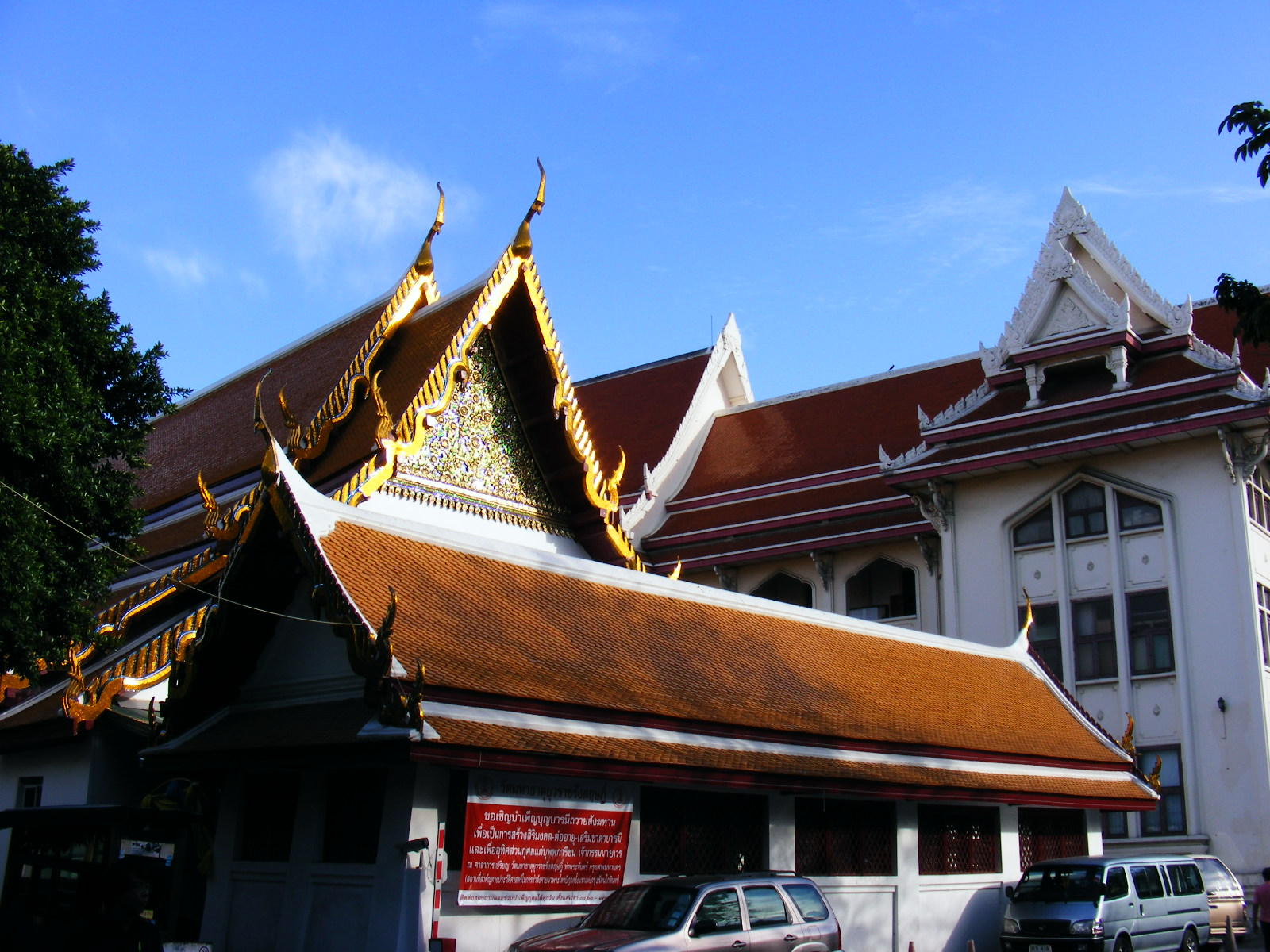
Hauptsitz der Universität auf dem Gelände des Wat Mahathat

Die Mahachulalongkornrajavidyalaya-Universität wurde 1887 von König Chulalongkorn (Rama V.) mit dem Ziel gegründet, buddhistischen Mönchen, Novizen und Laien eine höhere Ausbildung zu bieten, wobei der Schwerpunkt auf der Vermittlung buddhistischer Themen liegen sollte. Der erste Unterricht wurde 1889 aufgenommen. Den heutigen Namen erhielt die Universität 1896.
Seit 1997 sind die beiden buddhistischen Universitäten, die Mahachulalongkornrajavidyalaya-Universität und die Mahamakut-Universität, welche sich im Wat Bowonniwet befindet, öffentliche Universitäten.

## Fachbereiche
Die Mahachulalongkornrajavidyalaya-Universität ist in mehrere Fachbereiche und Institute aufgeteilt: Fakultät für buddhistische Studien, Fakultät für Ausbildung, Fakultät für Humanwissenschaften, Fakultät für Sozialwissenschaften, Internationales Programm und das Graduiertenkolleg.
Insgesamt bieten die Fakultäten 26 Bachelor-, 10 Masters-, 2 Promotionsstudiengänge an sowie verschiedene andere akademische Ausbildungen. Zwei der Mastersprogramme, die Buddhistischen Studien und Philosophie, sind international ausgerichtet und werden in Englisch durchgeführt.

## Einrichtungen
Zusätzlich zum Hauptgelände in Bangkok besitzt die Mahachulalongkornrajavidyalaya-Universität weitere Einrichtungen in vielen Provinzen des Landes:
- Campus Nong Khai, Nong Khai (วิทยาเขตหนองคาย)
- Campus Nakhon Si Thammarat, Nakhon Si Thammarat (วิทยาเขตนครศรีธรรมราช)
- Campus Chiang Mai, Chiang Mai (วิทยาเขตเชียงใหม)
- Campus Khon Kaen, Khon Kaen (วิทยาเขตขอนแก่น)
- Campus Nakhon Ratchasima, Nakhon Ratchasima (วิทยาเขตนครราชสีมา)
- Campus Ubon Ratchathani, Ubon Ratchathani (วิทยาเขตอุบลราชธานี)
- Campus Phrae, Phrae (วิทยาเขตแพร่)
- Campus Surin, Surin (วิทยาเขตสุรินทร์)
- Campus Phayao, Phayao (วิทยาเขตพะเยา)
- Balisueksa-Phutthakhosa-Campus Nakhon Pathom, Nakhon Pathom (วิทยาเขตบาฬีศึกษาพุทธโฆส นครปฐม)
- Sangha-Hochschule Loei, Loei (วิทยาลัยสงฆ์เลย)
- Sangha-Hochschule Nakhon Phanom, Nakhon Phanom (วิทยาลัยสงฆ์นครพนม)
- Sangha-Hochschule Nakhon Sawan, Nakhon Sawan (วิทยาลัยสงฆ์นครสวรรค์)
- Sangha-Hochschule Lamphun, Lamphun (วิทยาลัยสงฆ์ลำพูน)
- Sangha-Hochschule Phutthachinnarat Phitsanulok, Phitsanulok (วิทยาลัยสงฆ์พุทธชินราช พิษณุโลก)

So genannte „Academic Service Center“ (Thai: ห้องเรียน - „Lernräume“) befinden sich in folgenden Klöstern:
- Wat Sathong, Roi Et (ห้องเรียน จังหวัดร้อยเอ็ด วัดสระทอง)
- Wat Phra Phutthabat Khao Kradong, Buri Ram (ห้องเรียน วัดพระพุทธบาทเขากระโดง จังหวัดบุรีรัมย์)
- Wat Praison Sakdaram, Phetchabun (ห้องเรียน จังหวัดเพชรบูรณ์)
- Wat Phikun Thong, Sing Buri (ห้องเรียน วัดพิกุลทอง จังหวัดสิงห์บุรี)
- Wat Sa Kamphaeng Yai, Si Sa Ket (ห้องเรียน วัดสระกำแพงใหญ่ จังหวัดศรีสะเกษ)
- Wat Phra That Chae Haeng, Nan (ห้องเรียน วัดพระธาตุแช่แห้ง จังหวัดน่าน)
- Wat Bunyawat Wihan, Lampang (ห้องเรียน วัดบุญวาทย์วิหาร จังหวัดลำปาง)
- Pattani (ห้องเรียนจังหวัดปัตตานี)
- Wat Sothon Wararam, Chachoengsao (ห้องเรียน วัดโสธรวราราม จังหวัดฉะเชิงเทรา)
- Wat Phatthanaram, Surat Thani (ห้องเรียน วัดพัฒนาราม จังหวัดสุราษฎร์ธานี)
- Wat Chai Chumphon Chana Songkhram, Kanchanaburi (ห้องเรียน วัดไชยชุมพลชนะสงคราม จังหวัดกาญจนบุรี)
- Wat Phra Kaeo, Chiang Rai (ห้องเรียน วัดพระแก้ว จังหวัดเชียงราย)

Zur Universität gehört auch die Mahapanya Vidayalai (มหาปัญญาวิทยาลัย) in Hat Yai, Provinz Songkhla.